# إخلاص

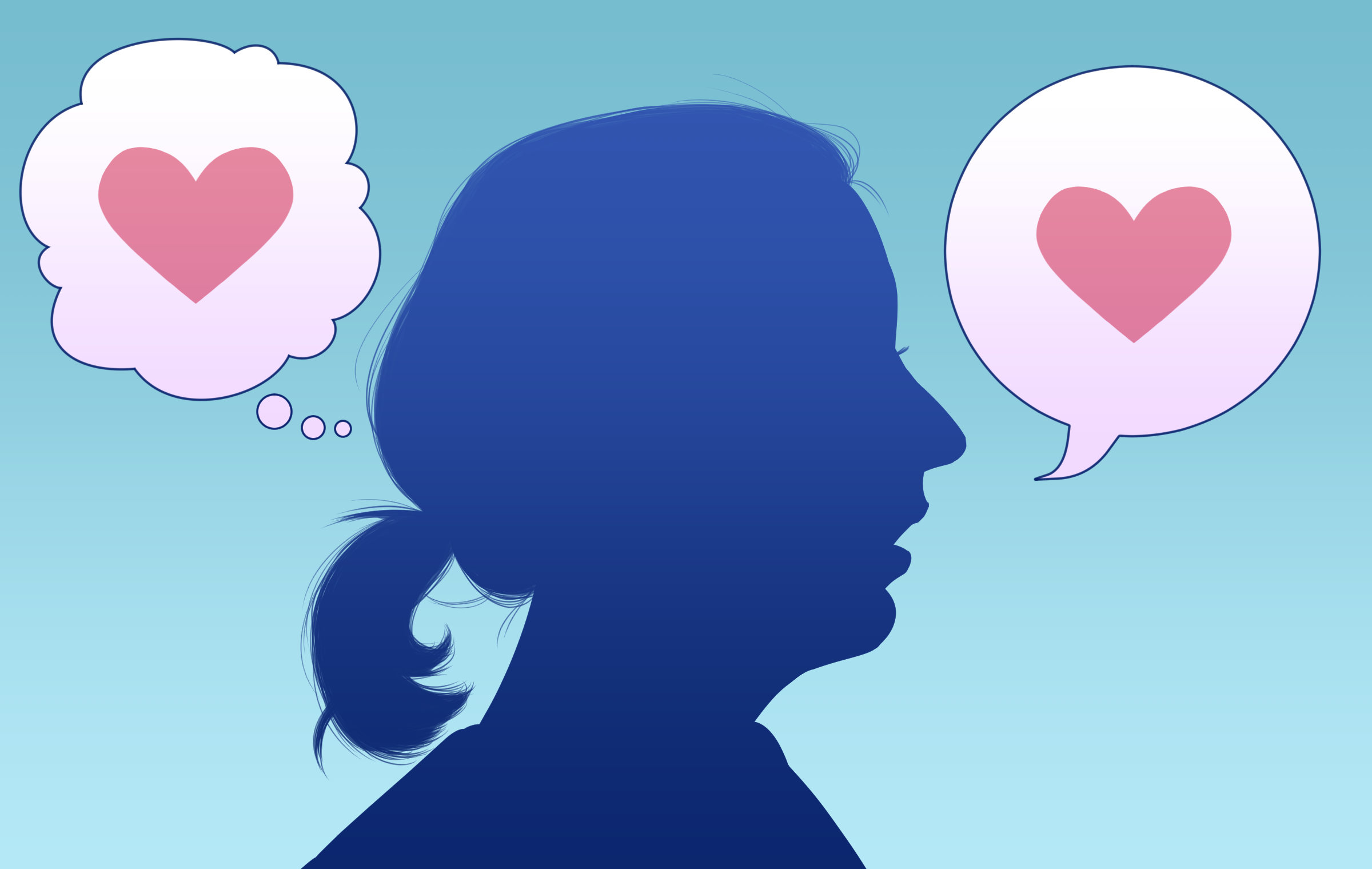

الإخلاص هو فضيلة من الفضائل وخلق من الأخلاق الحسنة الحميدة، والتي يعبر فيها الشخص بالقول والفعل عن آرائه ومشاعره ومعتقداته ورغباته دون رياء أو نفاق أو مواربة. ويرتبط الإخلاص بالصدق، إذ أنه يعبر عن مدى تطابق القول مع الفعل.
يشتق اللفظ الإنجليزي للكلمة Sincerity من اللفظ اللاتيني sincerus بمعنى نقي أو طاهر.

## الإخلاص في الإسلام
ارتبط قبولُ الأعمال بالنية الخالصة لله سواءٌ أكان ذلك في الاعتقاد، أم في العبادة وسائر الأعمال وهذا يتطلب من المسلم أن يكون صادقاً في عقيدته، مخلصاً فيها، فينقيها من الشرك والرياء والنفاق.

### مفهوم الإخلاص
لإخلاص في اللغة: مشتق من خَلَص، بفتح الخاء واللام خلص يخلص خلوصاً وإخلاصاً، وهو في اللغة بمعنى صفا وزال عنه شوبه إذا كان في الماء أو اللبن أو أي شيء فيه شوب يعني تغير لونه بشيء يشيبه أي يغيره فقمت وصفيتَه أخرجت هذه الشوائب التي لوثته فيقال: إنك أخلصته يعني صفيته ونقيته.
الإخلاص في الاصطلاح: يعني صدق العبد في توجههِ إلى الله اعتقاداً وعملاً، قال الله: ﴿وَمَا أُمِرُوا إِلَّا لِيَعْبُدُوا اللَّهَ مُخْلِصِينَ لَهُ الدِّينَ﴾ [البينة:5]. ويقول تعالى: ﴿إِلَّا الَّذِينَ تَابُوا وَأَصْلَحُوا وَاعْتَصَمُوا بِاللَّهِ وَأَخْلَصُوا دِينَهُمْ لِلَّهِ﴾ [النساء:146].
يقول الهروي: «الإخلاص تصفية العمل من كل شوب».
ويقول بعضهم: «المخلص هو: الذي لا يبالي لو خرج كل قدر له في قلوب الناس من أجل صلاح قلبه مع الله عز وجل، ولا يحب أن يطلع الناس على مثاقيل الذر من عمله».
وقال يعقوب المكفوف: (المخلص: من يكتم حسناتِه كما يكتم سيئاتِه). وقيل: (المخلص: مَن يستوي عنده مادحُه وذامُّه).
وسُئل التستري: "أي شيء أشد على النفس؟! قال: "الإخلاص؛ لأنه ليس لها فيه نصيب".
ويقول سفيان الثوري: «ما عالجت شيئاً أشد عليّ من نيتي؛ إنها تتقلبُ عليّ».
قال العز بن عبد السلام: «الإخلاص أن يفعل المكلف الطاعة خالصة لله وحده، لا يريد بها تعظيماً من الناس ولا توقيراً، ولا جلب نفع ديني، ولا دفع ضرر دنيوي». لذا فإن الإخلاص في القول والعمل، أساس القبول عند الله.
قال سهل بن عبد الله التستري: نظر الأكياس في تفسير الإخلاص فلم يجدوا غير هذا: أن تكون حركته وسكونه في سره وعلانيته لله تعالى، لا يمازجه شيء، لا نفس، ولا هوى، ولا دنيا، حيث يقول الله تعالى: ﴿قُلْ إِنَّ صَلَاتِي وَنُسُكِي وَمَحْيَايَ وَمَمَاتِي لِلَّهِ رَبِّ الْعَالَمِينَ ۝١٦٢﴾ [الأنعام:162].
- قبولُ العملِ

ويشترطُ لقبول العملِ عندَ الله أن يتحقق فيه شرطان:
الأول: إخلاص النية لله، وقال الرسول الله ﷺ: «"إنما الأعمال بالنيات وإنما لكلِّ امرئٍ ما نوى "».
الثاني: موافقتُهُ لما جاء في شرع الله الله، لقوله: «" صلّوا كما رأيتموني أُصلي "».

### الإخلاص في القرآن
1. أمر الله عباده بالإخلاص في العبادة؛ قال تعالى: ﴿وَمَا أُمِرُوا إِلَّا لِيَعْبُدُوا اللَّهَ مُخْلِصِينَ لَهُ الدِّينَ﴾ [البينة:5]، بل أمر اللهُ النبيَّ ﷺ ذاتَه بإخلاص العبادة لله، إذ قال تعالى: ﴿إِنَّا أَنْزَلْنَا إِلَيْكَ الْكِتَابَ بِالْحَقِّ فَاعْبُدِ اللَّهَ مُخْلِصًا لَهُ الدِّينَ ۝٢﴾ [الزمر:2].
2. وأمر الله عباده بإخلاص الدعاء له؛ قال تعالى: ﴿وَأَقِيمُوا وُجُوهَكُمْ عِنْدَ كُلِّ مَسْجِدٍ وَادْعُوهُ مُخْلِصِينَ لَهُ الدِّينَ﴾ [الأعراف:29]، وقال سبحانه: ﴿وَلِلَّهِ الْأَسْمَاءُ الْحُسْنَى فَادْعُوهُ بِهَا وَذَرُوا الَّذِينَ يُلْحِدُونَ فِي أَسْمَائِهِ سَيُجْزَوْنَ مَا كَانُوا يَعْمَلُونَ ۝١٨٠﴾ [الأعراف:180].

### درجات الإخلاص
*الدرجة الأولى:
إخراج رؤية العمل عن العمل، والخلاص عن طلب العوض عن العمل، والنزول عن الرضى بالعمل.
- فالأولى: يشاهد منة الله تعالى وتوفيقه له على هذا العمل: ﴿وَلَوْلَا فَضْلُ اللَّهِ عَلَيْكُمْ وَرَحْمَتُهُ مَا زَكَا مِنْكُمْ مِنْ أَحَدٍ أَبَدًا وَلَكِنَّ اللَّهَ يُزَكِّي مَنْ يَشَاءُ﴾ [النور:21].
- الثانية: ليعلم إنه عبد محض، والعبد لا يستحق على خدمته لسيده عوض.
- الثالثة: مطالعته عيوبه وآفاته وتقصيره فيه.

*الدرجة الثانية:
الخجل من العمل مع بذل المجهود حيث لا يرى العمل صالحا لله مع بذل المجهود ﴿وَالَّذِينَ يُؤْتُونَ مَا آتَوْا وَقُلُوبُهُمْ وَجِلَةٌ أَنَّهُمْ إِلَى رَبِّهِمْ رَاجِعُونَ ۝٦٠﴾ [المؤمنون:60]. فالمؤمن جمع إحساناً في مخافة، وسوء ظن بنفسه.
*الدرجة الثالثة:
إخلاص العمل بالخلاص من العمل، إلا بنور العلم، فيحكمه في العمل حتى لا يقع في البدعة.

### فضل الإخلاص وثماره
1. الإخلاص يزيل الهموم ويفرج الكربات: (شواهد وأمثلة عليها: قصة الثلاثة الذين آووا إلى الغار حيث نجاهم الله بإخلاصهم – قصة عكرمة– قصة أصحاب الكهف).
2. الإخلاص طريق النصر والانتصار على الأعداء: ﴿يَا أَيُّهَا الَّذِينَ آمَنُوا إِذَا لَقِيتُمْ فِئَةً فَاثْبُتُوا وَاذْكُرُوا اللَّهَ كَثِيرًا لَعَلَّكُمْ تُفْلِحُونَ ۝٤٥ وَأَطِيعُوا اللَّهَ وَرَسُولَهُ وَلَا تَنَازَعُوا فَتَفْشَلُوا وَتَذْهَبَ رِيحُكُمْ وَاصْبِرُوا إِنَّ اللَّهَ مَعَ الصَّابِرِينَ ۝٤٦ وَلَا تَكُونُوا كَالَّذِينَ خَرَجُوا مِنْ دِيَارِهِمْ بَطَرًا وَرِئَاءَ النَّاسِ وَيَصُدُّونَ عَنْ سَبِيلِ اللَّهِ وَاللَّهُ بِمَا يَعْمَلُونَ مُحِيطٌ ۝٤٧﴾ [الأنفال:45–47]
وعن سعد بن أبي وقاص  أن رسول الله ﷺ قال: «إنما ينصر الله هذه الأمَّةَ بضعيفها؛ بدعوتهم، وصلاتهم، وإخلاصهم».[7]
3. الإخلاص منجاة من إضلال الشيطان وإغوائه:
﴿قَالَ رَبِّ بِمَا أَغْوَيْتَنِي لَأُزَيِّنَنَّ لَهُمْ فِي الْأَرْضِ وَلَأُغْوِيَنَّهُمْ أَجْمَعِينَ ۝٣٩ إِلَّا عِبَادَكَ مِنْهُمُ الْمُخْلَصِينَ ۝٤٠﴾ [الحجر:39–40] ... ﴿وَلَقَدْ هَمَّتْ بِهِ وَهَمَّ بِهَا لَوْلَا أَنْ رَأَى بُرْهَانَ رَبِّهِ كَذَلِكَ لِنَصْرِفَ عَنْهُ السُّوءَ وَالْفَحْشَاءَ إِنَّهُ مِنْ عِبَادِنَا الْمُخْلَصِينَ ۝٢٤﴾ [يوسف:24].
4. نيل شفاعة النبي محمد ﷺ: عن أبي هريرة  أنه قال: «قلت يا رسول الله؛ من أسعد الناس بشفاعتك يوم القيامة؟! فقال: لقد ظننت يا أبا هريرة، أن لا يسألني عن هذا الحديث أحد أول منك، لما رأيت من حرصك على الحديث. أسعد الناس بشفاعتي يوم القيامة من قال لا إله إلا الله خالصاً من قِبَل نفسه».[8]
5. مغفرة الذنوب ونيل الرضوان: كما في حديث البطاقة، والمرأة البغي التي سقت الكلب، والرجل الذي أزاح الشجرة من الطريق.
6. الإخلاص يُطهِّر القلبَ مِن الحقد والغلِّ والخيانة:
عن زيد بن ثابت  أن النبي ﷺ قال: «ثلاثٌ لا يُغِلُّ عليهن قلبُ امرئ مسلم: إخلاص العمل لله، والمناصحة لأئمة المسلمين، ولزوم جماعتهم؛ فإن دعوتهم تحيط مِن ورائهم».[9]
والمعنى: أن هذه الثلاث لو تمسَّك بها العبدُ طهُر قلبُه مِن الحقد والغل.

### أثر الإخلاص
إذا قوي الإخلاص لله وحده في الأعمال ارتفع صاحبه إلى أعالي الدرجات، يقول أبو بكر بن عياش: «ما سبقنا أبو بكر بكثير صلاة ولا صيام، ولكنه الإيمان وقر في قلبه والنصح لخلقه».
وفي هذا يقول عبد الله بن المبارك: «رب عمل صغير تعظمه النية، ورب عمل كبير تصغره النية». وبالعمل القليل مع الإخلاص يتضاعف الثواب، يقول النبي ﷺ: «من تصدق بعدل تمرة من كسب طيب ولا يقبل الله إلا الطيب فإن الله يقبلها بيمينه، ثم يربيها لصاحبها كما يربي أحدكم فلوه (الفلو: المهر: وهو ولد الفرس) حتى تكون مثل الجبل العظيم» (متفق عليه).
قال ابن كثير: في قوله تعالى: ﴿وَاللَّهُ يُضَاعِفُ لِمَنْ يَشَاءُ وَاللَّهُ وَاسِعٌ عَلِيمٌ ۝٢٦١﴾ [البقرة:261]، قال: أي بحسب إخلاصه في عمله.
وإذا قوي الإخلاص وعظمت النية وأخفي العمل الصالح مما يشرع فيه الإخفاء، قَرُب العبد من ربه، وأظله تحت ظل عرشه، يقول النبي ﷺ: «سبعة يظلهم الله في ظله... وذكر منهم: ورجل تصدق بصدقة فأخفاها حتى لا تعلم شماله ما تنفق يمينه» (متفق عليه).

### علامات إخلاص المسلم في عقيدتهِ
للإخلاص علاماتٌ منها:
- تجنُّب كل ما ينافي الإخلاص في العقيدة: كالشرك والرياء والنفاق، لأن كلَّ ذلك منْ مُحبطاتِ الأعمالِ وإنْ كَثُرَتْ، وقدْ تعدَّدت الآياتُ القرآنية التي تنفر من هذه الأعمال؛ لما تؤدي إليه من سوء العاقبة.
- محبةُ الله والرسول محمد 
فعن أنس : «أن رجلا من الأعراب أتى رسول الله ﷺ، فقال: يا رسول الله متى الساعة؟ فقال: ما أعددت لها؟ فقال الأعرابي: ما أعددت لها من كثير من صلاةٍ، ولا صومٍ، ولا صدقةٍ، ولكني أحب الله ورسوله، قال: أنت مع من أحببت. قال أنس: فما فرحنا بعد الإسلام فرحا أشد من قوله ﷺ: فإنك مع من أحببت. قال أنس: فأنا أحب الله ورسوله، وأبا بكر وعمر  فأرجو أن أكون معهم، وإن لم أعمل بأعمالهم».
- التمسك بالعقيدة، والثبات عليها، والنصر لها
مهما عرض للإنسان من مغريات الدنيا وزينتها، فقد تمسك رسول الله ﷺ بما أوحي إليه من ربه، رغم ما تعرض له من إيذاء، وما قدمه المشركون من تنازلات، وإغراءات مقابل التخلي عن هذه العقيدة فأبى، وعلى ذلك سار أصحابه من بعده، وضحوا بأنفسهم وأموالهم؛ لنصرة هذا الدين العظيم، قال الله تعالى: ﴿يُجَاهِدُونَ فِي سَبِيلِ اللَّهِ وَلَا يَخَافُونَ لَوْمَةَ لَائِمٍ ذَلِكَ فَضْلُ اللَّهِ يُؤْتِيهِ مَنْ يَشَاءُ وَاللَّهُ وَاسِعٌ عَلِيمٌ ۝٥٤﴾ [المائدة:54].

### من صور الإخلاص في العقيدة
- صَدَقَ الله فَصَدَقَهُ: «جاء رجلٌ إلى النبي فقال له: دعني أهاجرُ معكَ، فأوصى به النبي فلما كانتْ غزوةُ خبيرَ أعطاه النبي جزءاً من الغنيمةِ، فقال للنبي: ما على هذا اتبعتُكَ، ولكن اتبعتُكَ على أن أُرْمى ها هنا بسهمٍ فأموت -وأشار إلى حلقه-، فقال: إن تصدُق الله يصدقك، ثم نهضوا إلى قتال العدو فأُتي به النبي يُحملُ، وقد أصابهُ سهمٌ حيثُ أشار، فقال النبي: هو هو؟ قالوا: نعم، قال: صَدَقَ الله فَصَدَقهُ، فكفنهُ النبي في جُبَّتِهِ ثم قدَّمهُ، وصلّى عليه» (سنن البيهقي، كتاب أبواب غسل الميت، باب المرتث والذي يقتل ظلماً.)
- لمّ دنا المشركون في غزوة بدر، قال رسول الله ﷺ: «قوموا إلى جنة عرضها السماوات والأرض، قال عمير بن الحمام الأنصاري: يا رسول الله جنة عرضها السموات والأرض؟ قال: نعم، قال: بخ بخ، فقال رسول الله ﷺ: ما يحملك على قولك بخ بخ؟ قال: لا والله يا رسول الله إلا رجاءَ أن أكون من أهلها، قال: فإنك من أهلها، فأخرج تمرات من قرنه فجعل يأكل منهن، ثم قال: لئن أنا حييت حتى آكل تمراتي هذه إنها لحياة طويلة، قال: فرمى بما كان معه من تمر، ثم قاتل حتى قتل رضي الله عنه».
بخ بخ تعني: تعظيم الأمر وتفخيمه.

### سُبل تحقيق الإخلاص
1. أن يعلم المكلف يقيناً بأنّه عبد محض، والعبد لا يستحق على خدمته لسيده عوضاً ولا أجراً، إذ هو يخدمه بمقتضى عبوديته، فما يناله من سيده من الأجر والثواب تفضل منه وإحسان إليه، ولا معاوضة.
2. مشاهدته مِنَّه الله عليه وفضله وتوفيقه، وأنه بالله لا بنفسه، وأنه إنما أوجب عمله مشيئة الله لا مشيئته هو، وكل خير فهو مجرد فضل الله ومنته، ومطالعته عيوبه وآفاته وتقصيره منه وما فيه من حظ النفس ونصيب الشيطان، فقلّ عمل من الأعمال إلا وللشيطان فيه نصيب وإن قل، وللنفس فيه حظ، «سُئل ﷺ عن التفات الرجل في صلاته؟! فقال: هو اختلاس يختلسه الشيطان من صلاة العبد». فإذا كان هذا التفات طرفه فكيف التفات قلبه إلى ما سوى الله؟![11]
3. تذكير النفس بما أمر الله به من إصلاح القلب وإخلاصه، وحرمان المرائي من التوفيق والخوف من مقت الله تعالى، إذا اطلع على قلبه وهو منطوٍ على الرياء.
4. الإكثار من العبادات غير المشاهدة وإخفاؤها، كقيام الليل، وصدقة السر والبكاء خالياً من خشية الله.
5. تحقيق تعظيم الله، وذلك بتحقيق التوحيد والتعبّد لله بأسمائه الحسنى وصفاته «العلي العظيم – العليم – الرزاق - الخالق».
6. تدبر القرآن.
7. تذكر الموت وأهواله.
8. الإلحاح على الله بالدعاء، فقد كان رسول الله ﷺ يكثر من الدعاء والإلحاح على الله.
9. محاولة التخلص من حظوظ النفس، فإنه لا يجتمع الإخلاص في القلب وحب المدح والثناء والطمع فيما عند الناس إلّا كما يجتمع الماء والنار، فإذا أردت الإخلاص فاقبل على الطمع فاذبحه بسكين اليأس، وقم على المدح والثناء فازهد فيهما زهد عشاق الدنيا في الآخرة، حينئذ فقط يسهل عليك الإخلاص، والطمع يسهل ذبحه باليقين أنه ليس من شيء تطمع فيه إلا وبيد الله خزائنه، لا يملكها غيره.
10. مجاهدة النفس: ﴿وَالَّذِينَ جَاهَدُوا فِينَا لَنَهْدِيَنَّهُمْ سُبُلَنَا وَإِنَّ اللَّهَ لَمَعَ الْمُحْسِنِينَ ۝٦٩﴾ [العنكبوت:69].
11. فالمطلوب منك بذل الجهد في دفع خواطر الرياء وعدم الركون إليها، وكلّما أولى لا بد من قياسها حتى تصل إلى المرحلة التي قال الله تعالى فيها: ﴿إِنَّ عِبَادِي لَيْسَ لَكَ عَلَيْهِمْ سُلْطَانٌ﴾ [الإسراء:65] وهي المرحلة التي تكون النفس فيها مطمئنة بطاعة الله، ساكنة إليها لا تخالجها الشكوك الأثيمة.
12. الدعاء بكفارة الرياء. ففي الحديث قال رسول الله ﷺ: «أيها الناس اتقوا هذا الشرك فإنه أخفى من دبيب النمل. قالوا: وكيف نتقيه؟! قال: قولوا: اللهم إنا نعوذ بك أن نشرك بك شيئاً نعلمه ونستغفرك لما لا نعلمه».[12]
13. تعاهد النفس بالوعظ ومجالس الذكر ومصاحبة أهل الإخلاص.
14. تذكّر عظم نعمة الله سبحانه على المرء وشكرها، ونسبتها إلى مسببها، والاعتراف بها ظاهراً وباطناً. واعتياد الطاعات بحيث تصير جزءاً لا يتجزأ من حياة المرء.

### الإخلاص والحث عليه في الأشعار
قال الشاعر:
وقال آخر:

### وصلات خارجية
- ما معنى الإخلاص